# Chaiwut Thanakamanusorn
Chaiwut Thanakamanusorn (thaï : ชัยวุฒิ ธนาคมานุสรณ์) est un homme politique thaïlandais né le 2 novembre 1971 à Singburi.

## Parcours politique
Il est élu député de la première circonscription de sa ville natale à la Chambre des représentants en 2001 sous l'étiquette du Parti démocrate. En 2007, il quitte le parti pour le Thai Nation Party, parti avec lequel il remportera sa réélection en 2007, avant d'être démis de son poste en raison de la dissolution du parti en 2008, soit 11 mois après son élection. Il est alors interdit de politique pendant 5 ans.
En mars 2014, après la levée d'interdiction de politique, il se présente et remporte les élections sénatoriales dans la circonscription de Singburi, mais est démis de ses fonctions en mai de la même année en raison du coup d'État survenu le même mois.
En 2018, il devient membre du Palang Pracharat, parti avec lequel il est élu sur liste proportionnel membre de la Chambre des représentants aux élections législatives de 2019.
En 2021, il remplace Puttipong Punnakanta au poste de ministre de l'Économie et de la Société numériques dans le second gouvernement de Prayut Chan-o-cha.